# F1 2012 (videójáték)
Az F1 2012 egy autóverseny-szimulátor, melyet a Codemasters fejlesztett és adott ki 2012. szeptember 19-én. A program PC-s változata nem támogatja a Windows XP-t, azon csak DirectX 10-zel fut alacsony grafikai részletességgel.

## Csapatok, pilóták
Mivel a játék hivatalos licenc alapján készült, így megtalálható benne a 2012-es szezon összes csapata és versenyzője.
| Csapatok                      | Pilóták                              |
| ----------------------------- | ------------------------------------ |
| Red Bull Racing               | Sebastian Vettel, Mark Webber        |
| Vodafone McLaren Mercedes     | Jenson Button, Lewis Hamilton        |
| Scuderia Ferrari              | Fernando Alonso, Felipe Massa        |
| Mercedes AMG Petronas F1 Team | Michael Schumacher, Nico Rosberg     |
| Lotus F1 Team                 | Kimi Räikkönen, Romain Grosjean      |
| Sahara Force India F1 Team    | Paul di Resta, Nico Hülkenberg       |
| Sauber F1 Team                | Kobajasi Kamui, Sergio Pérez         |
| Scuderia Toro Rosso           | Daniel Ricciardo, Jean-Éric Vergne   |
| Williams F1 Team              | Pastor Maldonado, Bruno Senna        |
| Caterham F1 Team              | Heikki Kovalainen, Vitalij Petrov    |
| HRT F1 Team                   | Pedro de la Rosa, Narain Karthikeyan |
| Marussia F1 Team              | Timo Glock, Charles Pic              |

## Versenypályák
| Verseny | Hivatalos név                          | Nagydíj            | Pálya                          | Város              | Pályarajz     |   |                              |                  |                                |           |           |
| ------- | -------------------------------------- | ------------------ | ------------------------------ | ------------------ | ------------- | - | ---------------------------- | ---------------- | ------------------------------ | --------- | --------- |
| Verseny | Hivatalos név                          | Nagydíj            | Pálya                          | Város              | Pályarajz     | 1 | Qantas Australian Grand Prix | Ausztrál nagydíj | Albert Park Grand Prix Circuit | Melbourne | Melbourne |
| 2       | Petronas Malaysia Grand Prix           | Maláj nagydíj      | Sepang International Circuit   | Kuala Lumpur       | Sepang        |   |                              |                  |                                |           |           |
| 3       | UBS Chinese Grand Prix                 | Kínai nagydíj      | Shanghai International Circuit | Sanghaj            | Sanghaj       |   |                              |                  |                                |           |           |
| 4       | Gulf Air Bahrain Grand Prix            | Bahreini nagydíj   | Bahrain International Circuit  | Szahír             | Bahrein       |   |                              |                  |                                |           |           |
| 5       | Gran Premio de España Santander        | Spanyol nagydíj    | Circuit de Catalunya           | Barcelona          | Barcelona     |   |                              |                  |                                |           |           |
| 6       | Grand Prix de Monaco                   | Monacói nagydíj    | Circuit de Monaco              | Monte-Carlo        | Monte Carlo   |   |                              |                  |                                |           |           |
| 7       | Grand Prix du Canada                   | Kanadai nagydíj    | Circuit Gilles Villeneuve      | Montréal           | Montréal      |   |                              |                  |                                |           |           |
| 8       | Grand Prix of Europe                   | Európai nagydíj    | Valencia Street Circuit        | Valencia           | Valencia      |   |                              |                  |                                |           |           |
| 9       | Santander British Grand Prix           | Brit nagydíj       | Silverstone Circuit            | Silverstone        | Silverstone   |   |                              |                  |                                |           |           |
| 10      | Großer Preis Santander von Deutschland | Német nagydíj      | Hockenheimring                 | Hockenheim         | Hockenheim    |   |                              |                  |                                |           |           |
| 11      | Eni Magyar Nagydíj                     | Magyar nagydíj     | Hungaroring                    | Budapest, Mogyoród | Mogyoród      |   |                              |                  |                                |           |           |
| 12      | Shell Belgian Grand Prix               | Belga nagydíj      | Circuit de Spa-Francorchamps   | Spa                | Spa           |   |                              |                  |                                |           |           |
| 13      | Gran Premio Santander d'Italia         | Olasz nagydíj      | Autodromo Nazionale di Monza   | Monza              | Monza         |   |                              |                  |                                |           |           |
| 14      | SingTel Singapore Grand Prix           | Szingapúri nagydíj | Singapore Street Circuit       | Szingapúr          | Szingapúr     |   |                              |                  |                                |           |           |
| 15      | Japanese Grand Prix                    | Japán nagydíj      | Suzuka Circuit                 | Szuzuka            | Suzuka        |   |                              |                  |                                |           |           |
| 16      | Korean Grand Prix                      | Koreai nagydíj     | Korean International Circuit   | South Jeolla       | South Jeolla  |   |                              |                  |                                |           |           |
| 17      | Airtel Indian Grand Prix               | Indiai nagydíj     | Buddh International Circuit    | Greater Noida      | Greater Noida |   |                              |                  |                                |           |           |
| 18      | Etihad Airways Abu Dhabi Grand Prix    | Abu-Dzabi nagydíj  | Yas Island                     | Abu-Dzabi          | Abu-Dzabi     |   |                              |                  |                                |           |           |
| 19      | United States Grand Prix               | Amerikai nagydíj   | Circuit of the Americas        | Austin             | Austin        |   |                              |                  |                                |           |           |
| 20      | Grande Prêmio do Brasil                | Brazil nagydíj     | Autódromo José Carlos Pace     | São Paulo          | São Paulo     |   |                              |                  |                                |           |           |